# Noriaki Okabe
Pour les articles homonymes, voir Okabe (homonymie).
Noriaki Okabe (岡部 憲明, Okabe Noriaki), né le 9 décembre 1947, est un architecte japonais.
Né à Shizuoka, il travaille pendant 20 ans avec Renzo Piano en Europe, de la conception à la supervision de la construction du Centre Georges-Pompidou à Paris.
En 1988, Okabe, alors représentant de « Renzo Piano Building Workshop » au Japon, remporte le concours international pour le bâtiment du terminal de l'aéroport international du Kansai et en assure la conception et la supervision de la construction. Le Museum of Modern Art conserve une maquette de la principale charpente structurelle du bâtiment dans son département Architecture and Design.
Après la construction du terminal, il crée son agence « Noriaki Okabe Architecture Network » en 1995 à Tokyo. Alors que la pratique d'Okabe s'est depuis élargie au-delà de l'architecture au design industriel, dont les trains de la Odakyū série 50000, il collabore en 2009 avec l'architecte belge Jean-Michel Jaspers sur la conception de l'ambassade de Belgique à Tokyo.

## Réalisations notables
- Terminal de l'aéroport international du Kansai, Renzo Piano Building Workshop Japan, Osaka
- Pont Ushibuka Haiya, Renzo Piano Building Workshop Japan, Nagasaki
- Immeuble d'habitation Sakura-shinmachi, Tokyo
- Valeo Unisia Transmissions Atsugi (usine), Kanagawa
- Trains de la compagnie Odakyū (séries 50000, 60000 et 70000)
- Train de la série 3000 de la compagnie Hakone Tozan Railway[3]
- Ambassade de Belgique à Tokyo (en collaboration avec l'architecte paysagiste belge Aldrik Heirman)

## Source de la traduction
- (en) Cet article est partiellement ou en totalité issu de l’article de Wikipédia en anglais intitulé « Noriaki Okabe » (voir la liste des auteurs).
- Notices d'autorité :   - VIAF
  - ISNI
  - IdRef
  - LCCN
  - GND
  - Japon
  - Corée du Sud
  - WorldCat